# 緑の党 (日本 1981)
緑の党（みどりのとう、英語: Green Party）は、日本の政治団体である。キャッチフレーズは「平和、脱原発、人権、連帯」「愛と緑を育てる緑の党」。1980年7月に青森県青森市で開かれた緑の党結成準備会を起源とする政党であるが、現在の党本部は東京都豊島区に所在する。三橋派緑の党とも。
同年の第36回衆議院議員総選挙では日本労働党公認で立候補した現党首の対馬テツ子、精神的指導者であった三橋辰雄（2001年死去）らによって結成された政党である。1990年代にかけて国政選挙や都知事選挙に公認候補を擁立したが、いずれの候補も落選している。1993年の一時期には緑社会党として活動していた。また1999年の大田区議会議員選挙で初当選をはたした野呂恵子が唯一の所属議員であったが、2021年12月に死去。
なお緑の党は環境保全や原子力発電反対などを掲げているが、ドイツ連邦議会に議席を有する同盟90/緑の党とは関係がなく、また複数の地方議員が所属している日本の政治団体緑の党グリーンズジャパンとは異なり、各国の環境政党が所属するグローバルグリーンズにも参加していない。

## 概要
青森県を基盤に独自に活動していた新左翼グループが、一時毛沢東主義を掲げる新左翼党派である日本労働党に合流、その後、同党青森県委員会から分離した党派である。創設者の三橋辰雄が毛沢東主義を独自に解釈したものである独特のイデオロギーを有する。
こうした経緯から、中華人民共和国に好意的で、毛沢東や毛沢東主義を掲げていたポル・ポト派を賛美していた。また、フセイン政権下のイラクを「緑社会主義国」として賞賛していた。
従って「緑の党」を称する国内外の環境政党とは思想面においても活動面においても全く異質の存在であるが、彼らの著作物にはあたかも「友好政党」であるかのごとく、そうした「緑の党」の記事が載せられている。
かつて国政選挙に候補者を擁立したことはあるものの、全国的な活動は見られない。東京特別区議選には複数の区に候補者を擁立し続けており、大田区には現職の区議会議員1名（野呂恵子）が2021年まで在籍していた。

## 沿革
- 1981年 - 日本労働党から三橋派が分裂し結党。
- 1982年 - 青森市議会議員選挙に候補を擁立[1]。また同年に東京都台東区浅草6丁目に本部を移転する。これを「南進」（なんしん）という。その後本部を東京都豊島区池袋本町2-6-3の「緑池袋ビル」に移転し現在に至る。
- 1983年 - 性病に罹った女性器の写真を日本新聞に載せたことで警察の捜査を受ける。
- 1985年 - 沖縄県にも進出。
- 1989年 - 著作物印刷のため千葉県野田市に高速輪転機「竜王号」を購入。第15回参議院議員通常選挙に候補を擁立。
- 1990年 - 第39回衆議院議員総選挙に候補を擁立。
- 1991年 - 東京都知事選挙に対馬テツ子が公認候補として出馬。
- 1993年 - 党名を「緑社会党」に改称するが、すぐ元に戻す[5]。第40回衆議院議員総選挙では緑社会党として候補を擁立。
- 1996年 - 第41回衆議院議員総選挙に候補を擁立。
- 1999年 - 野呂恵子が大田区議会議員となる。
- 2001年 - 実質的指導者・三橋辰雄が死去。
- 2021年 - 1999年以降大田区議を6期務めた野呂恵子が死去[6]。これにより、緑の党所属議員はゼロとなった。
- 2023年 - 野呂の後継者として、安田雄一郎が大田区議選に出馬。山田正彦などの支援を受けたが、落選した。

## 募金活動
関連組織の日本ボランティア会が、首都圏や近畿地方の各駅前で強引な街頭募金活動をし、度々トラブルを起こしていたことでも有名である。しかし、2003年6月21日に日本テレビの報道特捜プロジェクトでその実態が報道されたことにより、以前ほどの強引さは見られなくなった。

## 関連団体

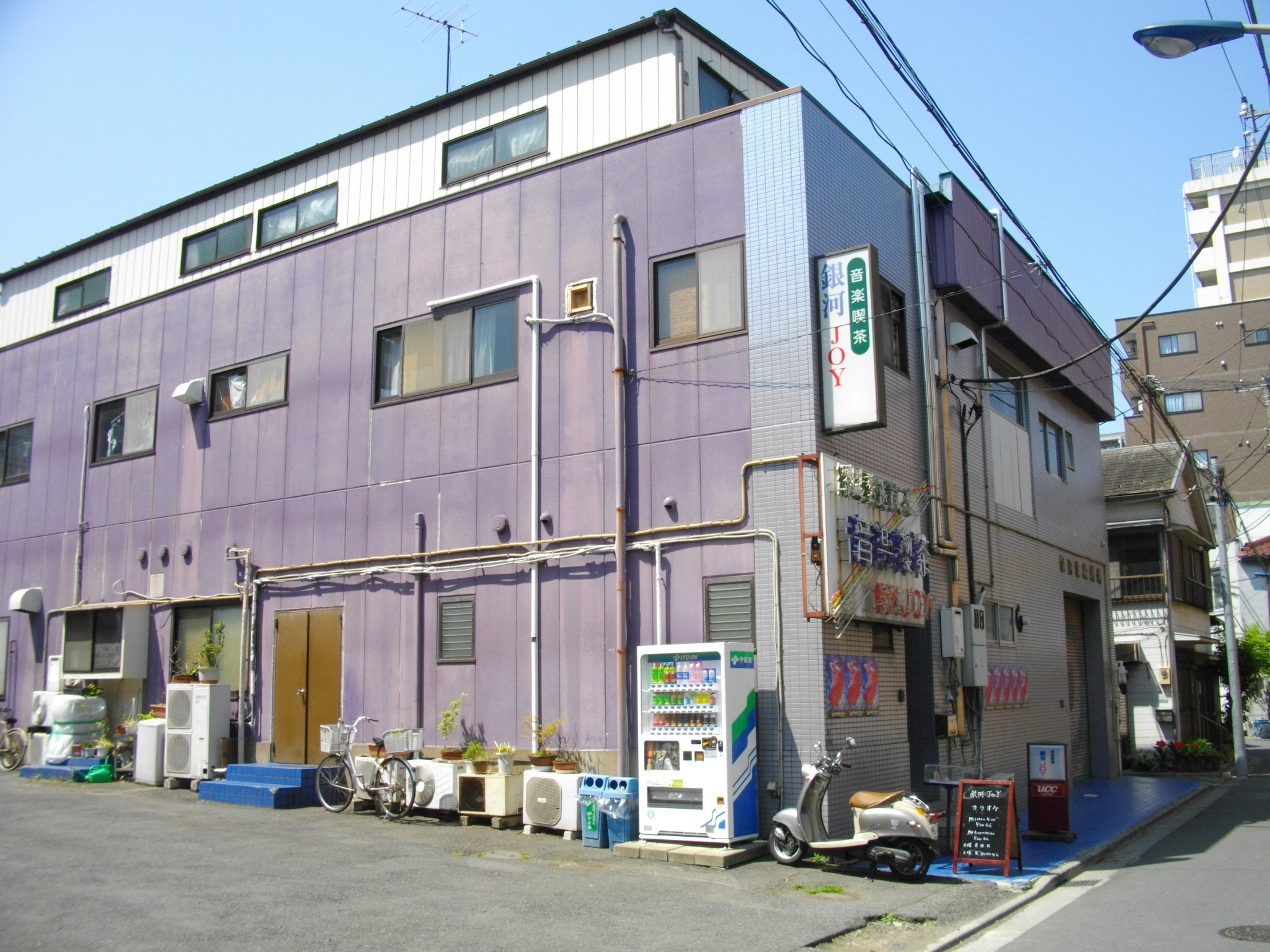
赤羽にある銀河JOY

- 日本ボランティア会 - 街頭募金活動を行うときに使う名義上の団体
- 荒野座 - 党お抱えの劇団
- 日本新聞社 - 党機関紙「日本新聞」を発行している
  - この「日本新聞」という名称は、ソ連のシベリア抑留時に発行された日本語新聞の「日本新聞」に由来するが、直接の関係は無い。
- 太陽書房 - 党機関誌「太陽の道」を発行している
- 東紅楽団 - 荒野座公演のバックミュージックを担当
- 日本美術印刷 - 党お抱えの印刷会社
- 民族民主教育の会 - 三橋教育論を掲げる教育団体。モットーは「たたかない おこらない のこさない」
- 民族民主医療の会 - 三橋医療論を掲げる医療団体
- 銀河センターJOY - 党お抱えの音楽喫茶（所在地：東京都台東区、東京都北区、東京都足立区）
- スーパーみちのく - 青森県で営業していたが現在は閉店
- 緑フォーラム - 各種講演会・学習会を主催
- 緑の会
- みちのく新聞社
- 人民同盟 - 支持団体という
- MDR学院 - 「MDR」とは「民主・独立・理想」のこと、および「緑」のことをいう。
- 太陽への道社 - 三橋辰雄の本を発行している出版社。ただし、発売元は星雲社である。
- 青竜館・白竜館 - 群馬県に所有しているロッジ
- 特定非営利活動法人放射線測定室アスナロ